# Consolidated Media Holdings
Die Consolidated Media Holdings mit Unternehmenssitz in Sydney war das größte australische Medienunternehmen. CMH war im Bereich Print und Fernsehen tätig und wurde 2012 von der News Corporation übernommen.

## Geschichte
→ Für die Geschichte bis 2007 siehe: Publishing and Broadcasting
Die Consolidated Media Holdings entstand im November 2007 durch die Aufspaltung der Publishing and Broadcasting Limited. Dabei wurde der Bereich Glücksspiel in die Crown Limited ausgegliedert, der Medienbereich wurde in Consolidated Media Holdings umbenannt.
Im Juli 2012 unterbreitete News Corporation ein Angebot für Consolidated Media Holdings. Seven Group Holdings unterbreitete ebenfalls ein Angebot. Die Australian Competition and Consumer Commission (ACCC) genehmigte das Angebot von News Corp, lehnte aber dasjenige der Seven Group Holdings ab.
Der Übernahme ab dem 2. November 2012 durch News Corporation stimmten sowohl die Aktionäre als auch das Oberste Gericht zu.

## Aktivitäten
Consolidated Media war eine reine Holding ohne eigenes operatives Geschäft. CMH hielt vier Beteiligungen:
- PBL Media (25 % Anteil), wozu unter anderem das Nine Network, 33 % an Sky News Australia, Australiens größter Zeitschriftenverlag ACP Magazines (The Australian Women’s Weekly, Woman’s Day, Dolly, NW, TV Week, Cleo, Cosmopolitan, Madison, New Woman, Zoo Weekly, Wheels and Ralph), und die Acer Arena in Sydney gehören.[9]
- Foxtel (25 % Anteil), Australiens größtes Bezahlfernsehnetzwerk
- Premier Media Group (50 %), Eigentümer und Betreiber der Bezahlfernsehsender Fox Sports, FoxSportsNews, How To Channel and FUEL TV.
- Seek (26 %), nach Angaben des Unternehmens Marktführer in Australien für Online-Stellenanzeigen.

## Aktie
Consolidated Media Holdings war an der Australian Stock Exchange gelistet und wurde sofort nach dem Split Teil des S&P/ASX 50-Index, der die 50 größten an der australischen Börse gelisteten Unternehmen umfasst.